# Glossateurs
Cet article traite des glossateurs médiévaux. Plus généralement, les glossateurs désignent les personnes qui font ou recueillent des gloses, tels les glossateurs bibliques.

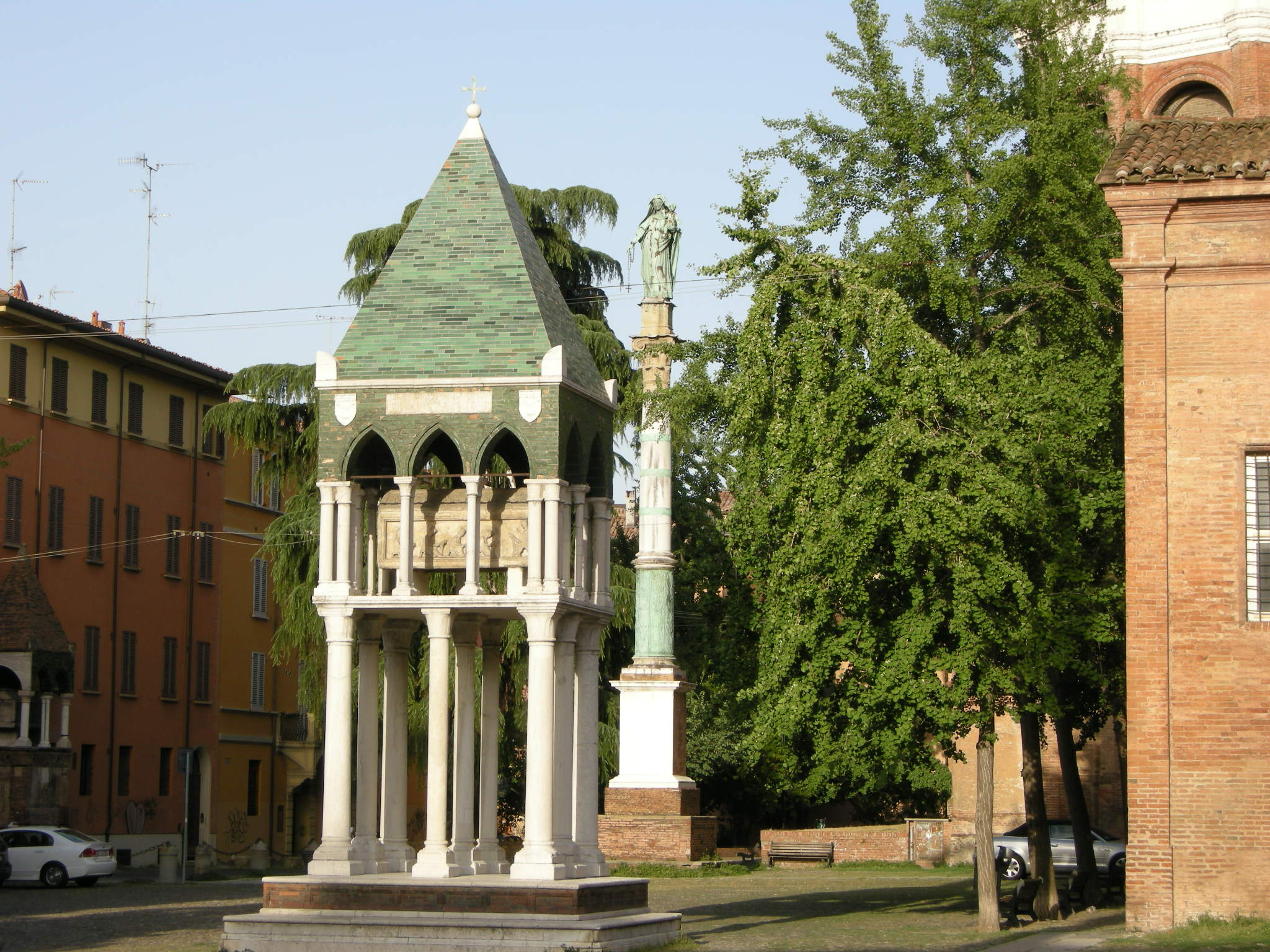
Un des « tombeaux des glossateurs » sur la place Saint-Dominique à Bologne

Les glossateurs sont des juristes du Moyen Âge dont la méthode d'enseignement consistait à analyser les textes juridiques sous la forme de gloses, à l'origine interlinéaires ou marginales, élucidant le sens des mots. Certaines « gloses » s'étendirent ensuite jusqu'à devenir de véritables commentaires de passages. L'objet d'analyse était les textes du droit romain et du droit canon. L'École des glossateurs fut à l'origine de l'Université de Bologne.
La fondation de cette école de juristes en Italie est contemporaine de la réforme grégorienne de l'Église catholique (seconde moitié du XIe siècle). Ce mouvement conduisit les clercs à fouiller dans les bibliothèques pour en exhumer les vieux textes et à prôner le retour, en matière de droit, aux sources écrites romaines et chrétiennes (notamment contre les codes de lois germaniques comme l'Édit de Rothari en Italie). La méthode de l'analyse des textes par des gloses interlinéaires ou marginales est empruntée à l'époque à la théologie. La démarche intellectuelle est également proche de celle de la théologie médiévale : montrer en général que les contradictions du corpus ne sont qu'apparentes, que sur chaque point on peut harmoniser les textes (préciser les distinctiones entre les passages) et dégager des règles claires.
Un événement très important dans l'histoire du droit fut la redécouverte du Digeste (recueil de sentences et d'opinions de juristes romains), l'une des parties constitutives du Corpus juris civilis établi au VIe siècle à l'instigation de l'empereur Justinien. Le Digeste, cité pour la dernière fois (dans la documentation) par le pape Grégoire Ier en 603, réapparaît ensuite en 1076, dans un procès appelé le plaid de Marturi (actuel Poggibonsi), où officiait un juge représentant la marquise Béatrice de Toscane, et où le juriste Pépon, « legis doctor », allégua une opinion d'Ulpien extraite du Digeste. Vers 1085, Mathilde de Toscane sollicita Irnerius, magister de logique et de rhétorique à Bologne, pour élucider et enseigner ces textes juridiques nouvellement exhumés. Ce fut historiquement la création de l'École de droit de Bologne, dont le programme était l'exégèse minutieuse du Corpus juris civilis, notamment du Digeste.
L'œuvre d'Irnerius fut poursuivie par ses disciples, les « quatre docteurs » : Martinus Gosia, Bulgarus, Jacobus de Boragine et Hugo de Porta Ravennate. L'École des glossateurs de Bologne atteignit son apogée dans la première moitié du XIIIe siècle, avec Azon et son disciple Accurse. Ce dernier, particulièrement, entreprit la tâche de rassembler et d'ordonner en un seul ensemble la masse énorme (environ 100 000) des annotations rédigées par ses prédécesseurs et lui-même : ce fut la Glossa ordinaria, ou Grande Glose, qui jouit pendant un siècle d'une autorité non moins importante que les textes originaux. Cependant, l'École des glossateurs avait essaimé à partir de Bologne : Placentin, brillant héritier des « quatre docteurs », fonda son école à Montpellier vers 1170.
Cependant l'approche des glossateurs fut renouvelée au XIIIe siècle par une école appelée les « postglossateurs » qui apparut à Orléans : ils proposaient de dépasser la méthode très « philologique » et pointilliste des maîtres bolonais pour présenter l'analyse du droit romain de façon plus synthétique et plus adaptée aux situations concrètes du temps ; ainsi, ils se mirent à rédiger des exposés portant non plus sur des extraits des textes originaux, comme faisaient de manière très académique les glossateurs, mais sur des problèmes de droit, adoptant une approche thématique. Cette école des postglossateurs fut fondée notamment par Jacques de Révigny (professeur à Orléans à partir de 1263) et illustrée au XIVe siècle par l'Italien Bartole.